# Põltsamaa
Pour la municipalité rurale, voir Põltsamaa (commune).

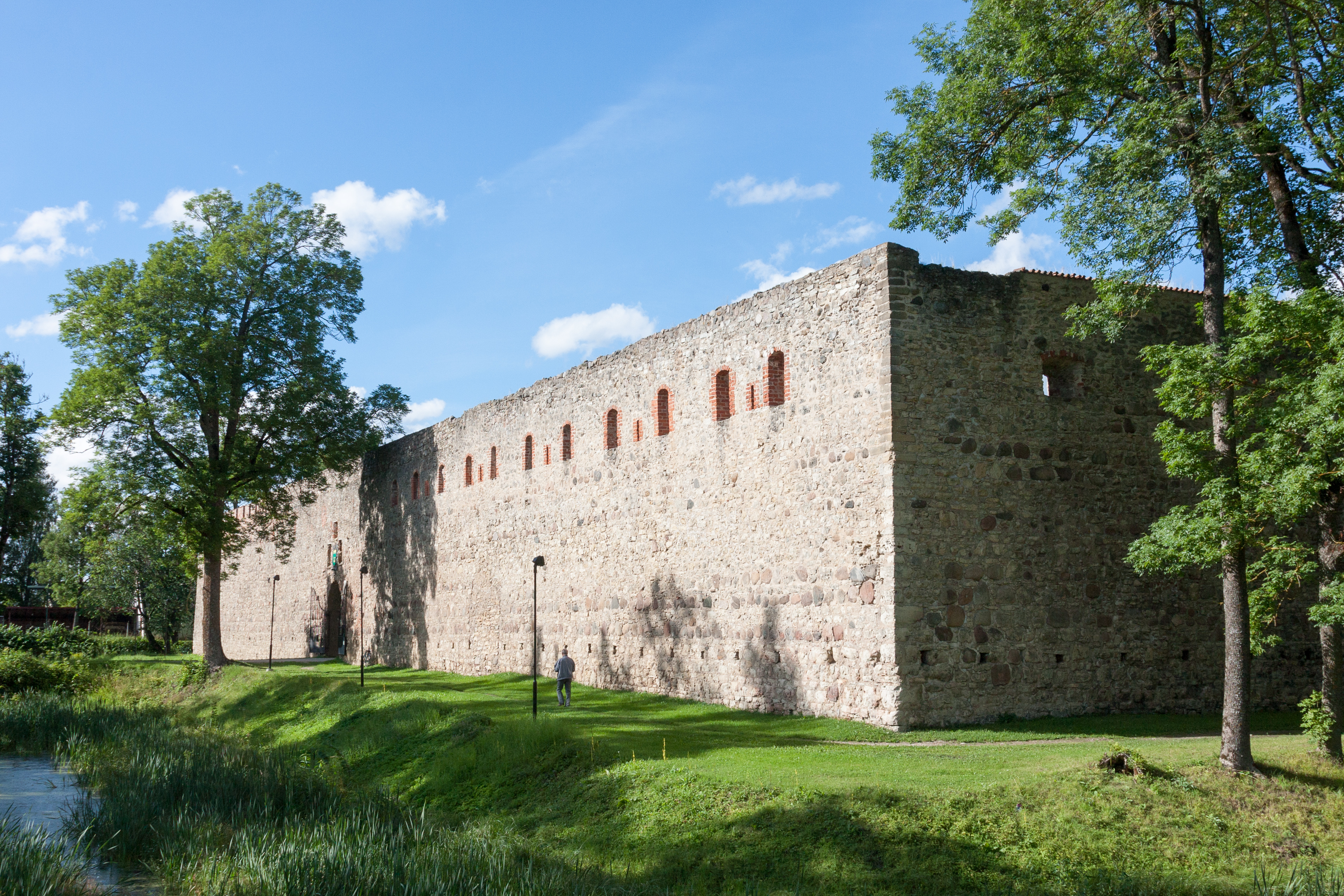
Chateau de Poltsamaa

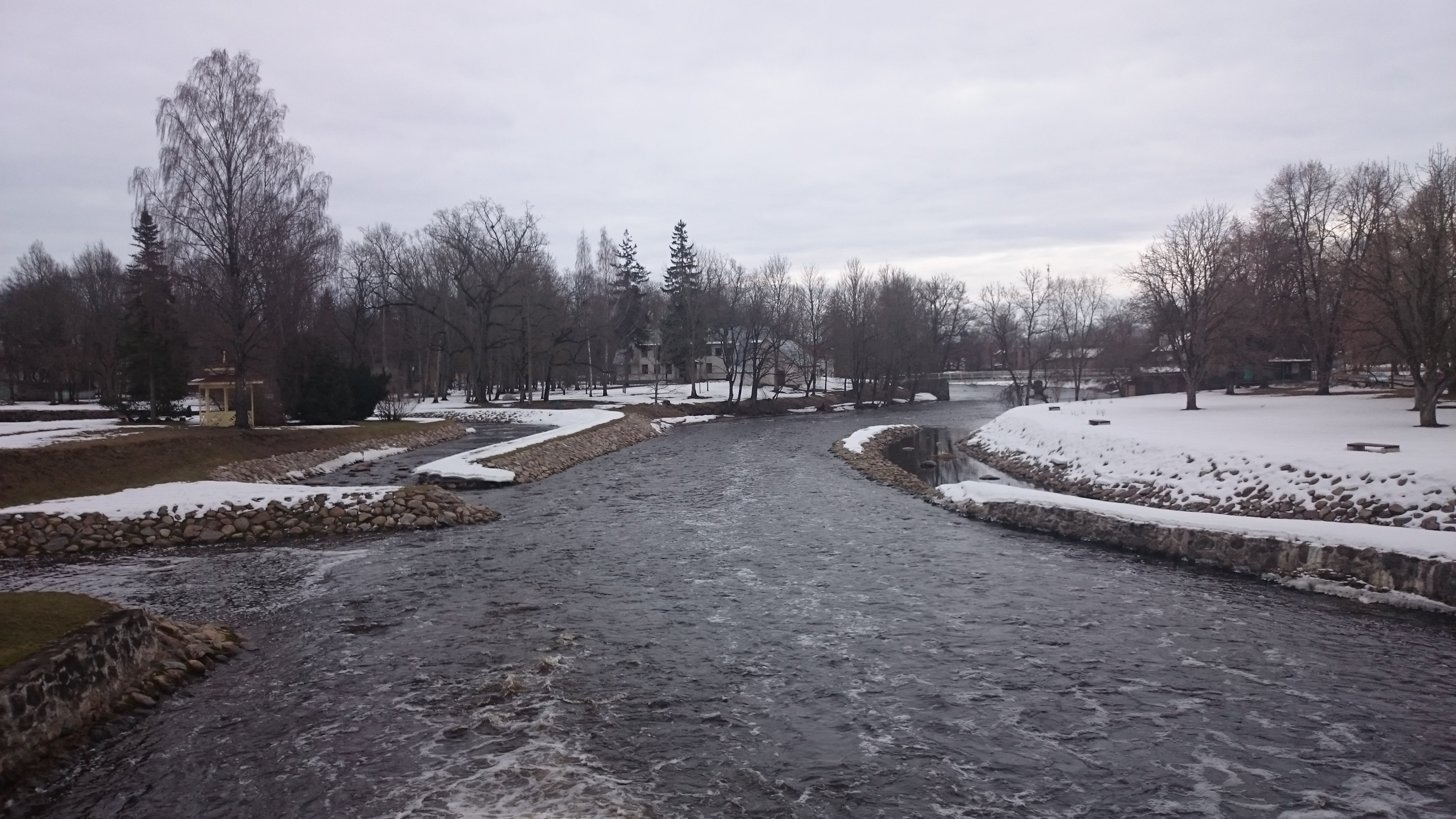
Põltsamaa jõgi à Põltsamaa

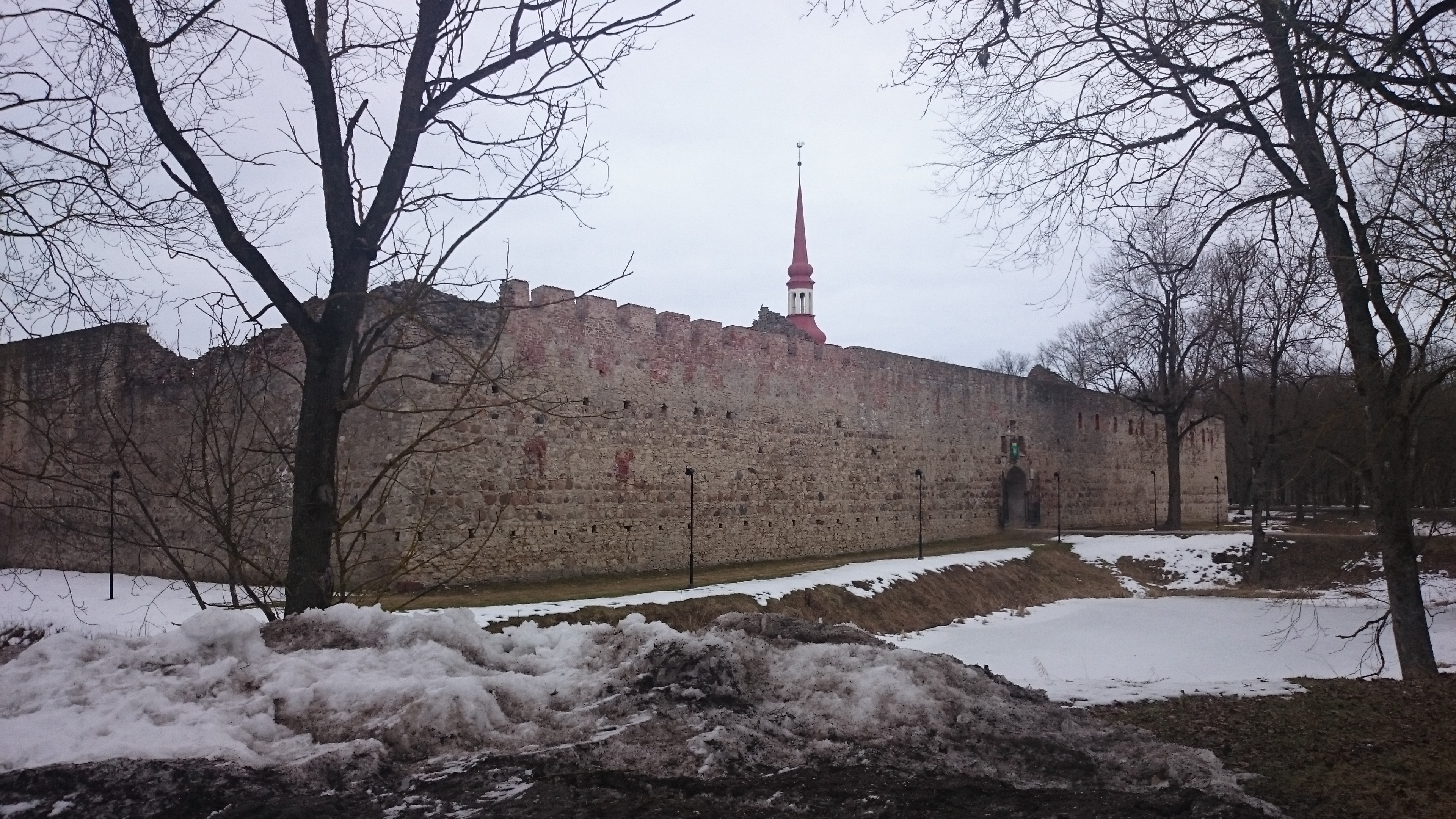
Mur du château

Põltsamaa  (en allemand : Oberpahlen) est une ville qui forme une municipalité urbaine du Jõgevamaa, en Estonie. Sa population est de 4123 habitants au 1er janvier 2012. La superficie de la commune est de 5,99 km2. Elle considérée comme la Dijon estonienne, puisqu'elle abrite le siège de la compagnie Félix, spécialisée dans la moutarde.

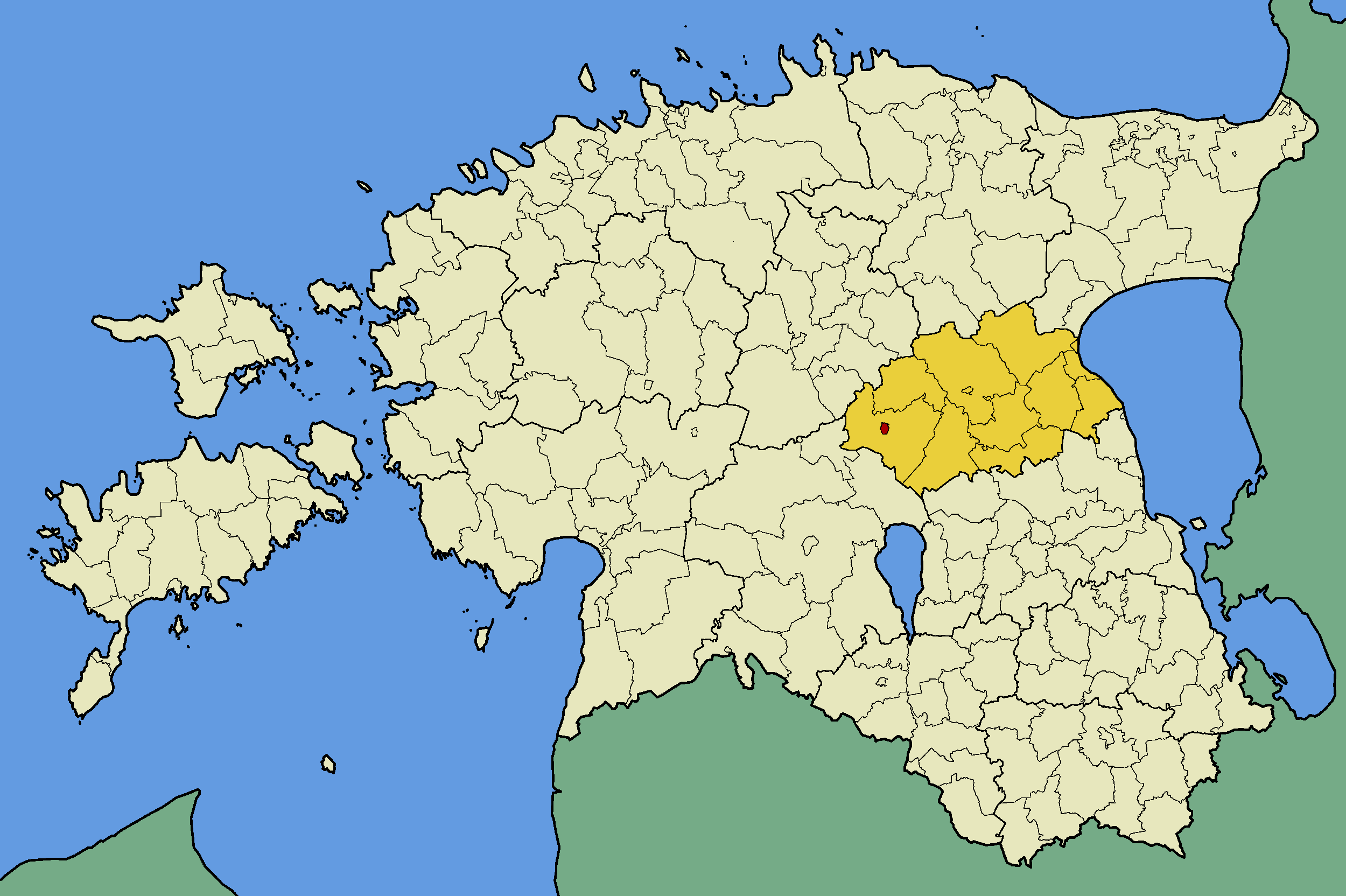
Ville de Põltsamaa (rouge)
dans le Comté de Jõgeva (jaune).

## Démographie
| 1922 | 1934 | 1939 | 1959 | 1970 | 1979 | 1989 | 2000 | 2010 |
| ---- | ---- | ---- | ---- | ---- | ---- | ---- | ---- | ---- |
| 2100 | 2609 | 3034 | 3667 | 4523 | 4923 | 5261 | 4802 | 4666 |

## Jumelages
La ville de Põltsamaa est jumelée avec :
- Kokemäki (Finlande)
- Sollefteå (Suède)
- Skrunda (Lettonie)

## Galerie

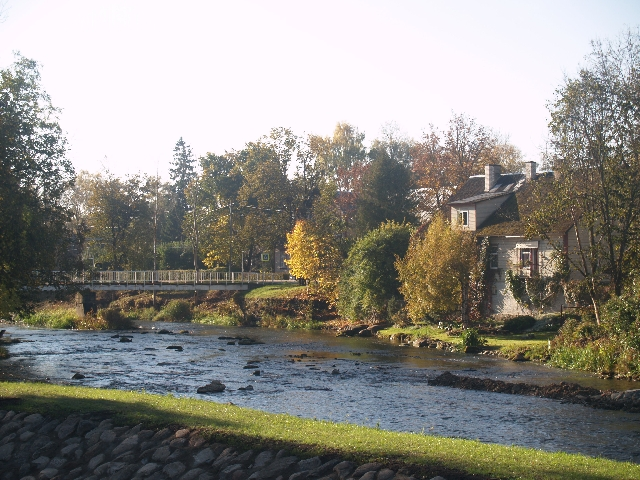
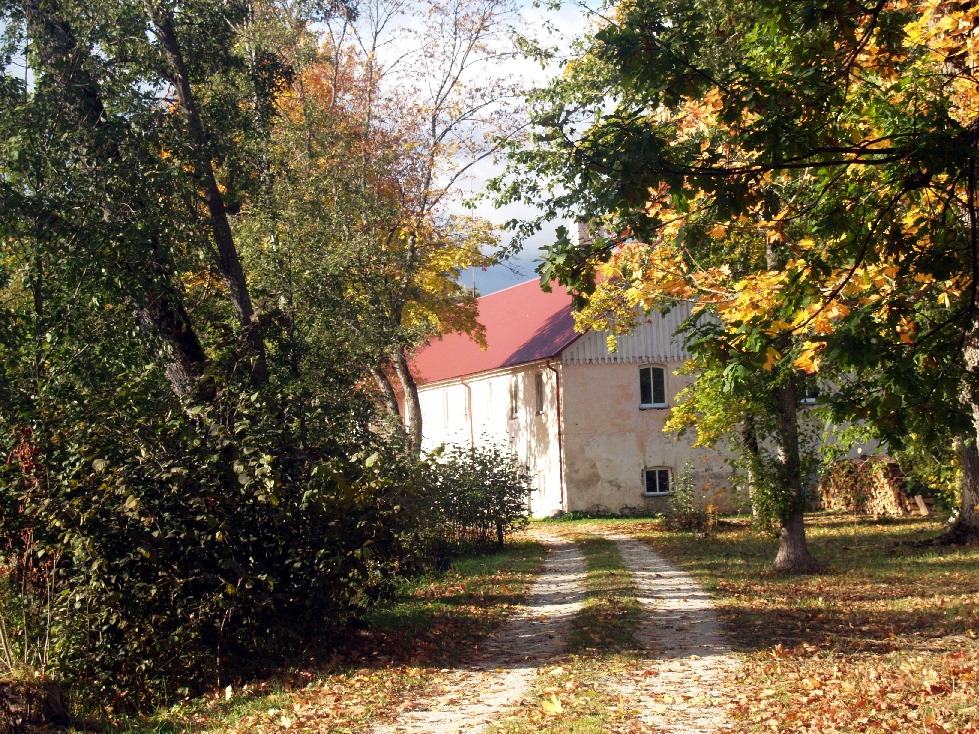
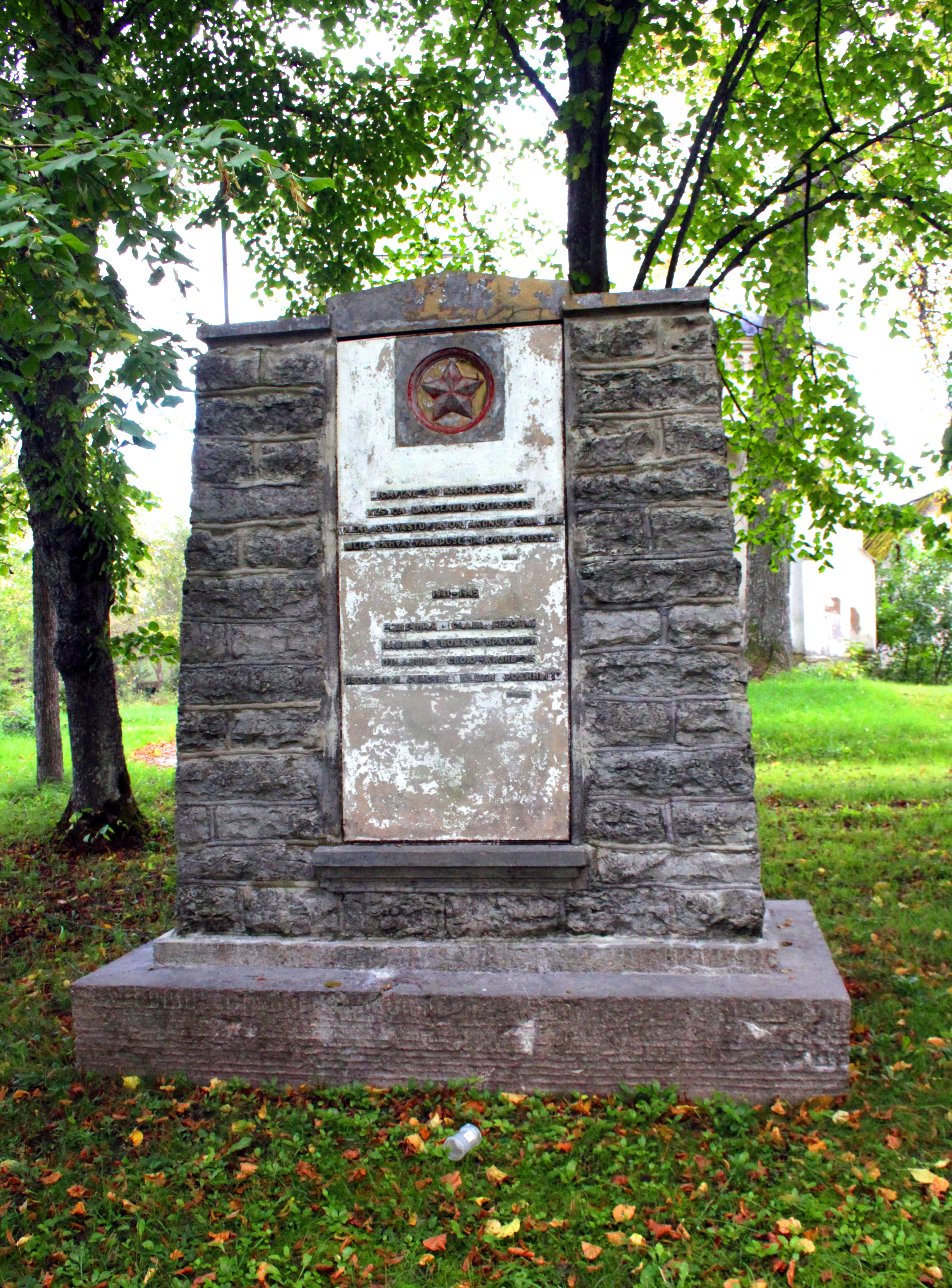
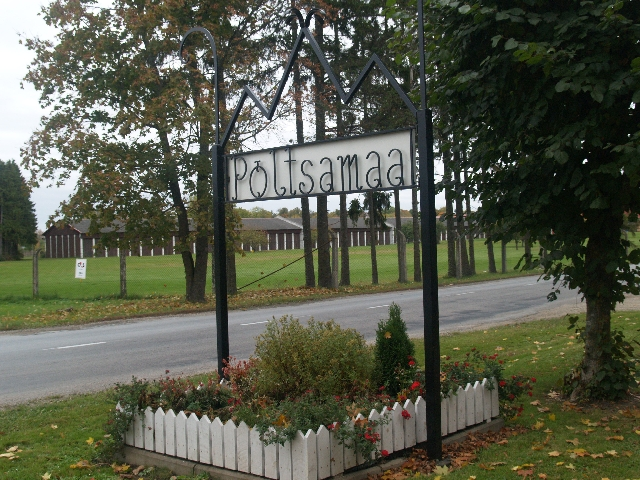
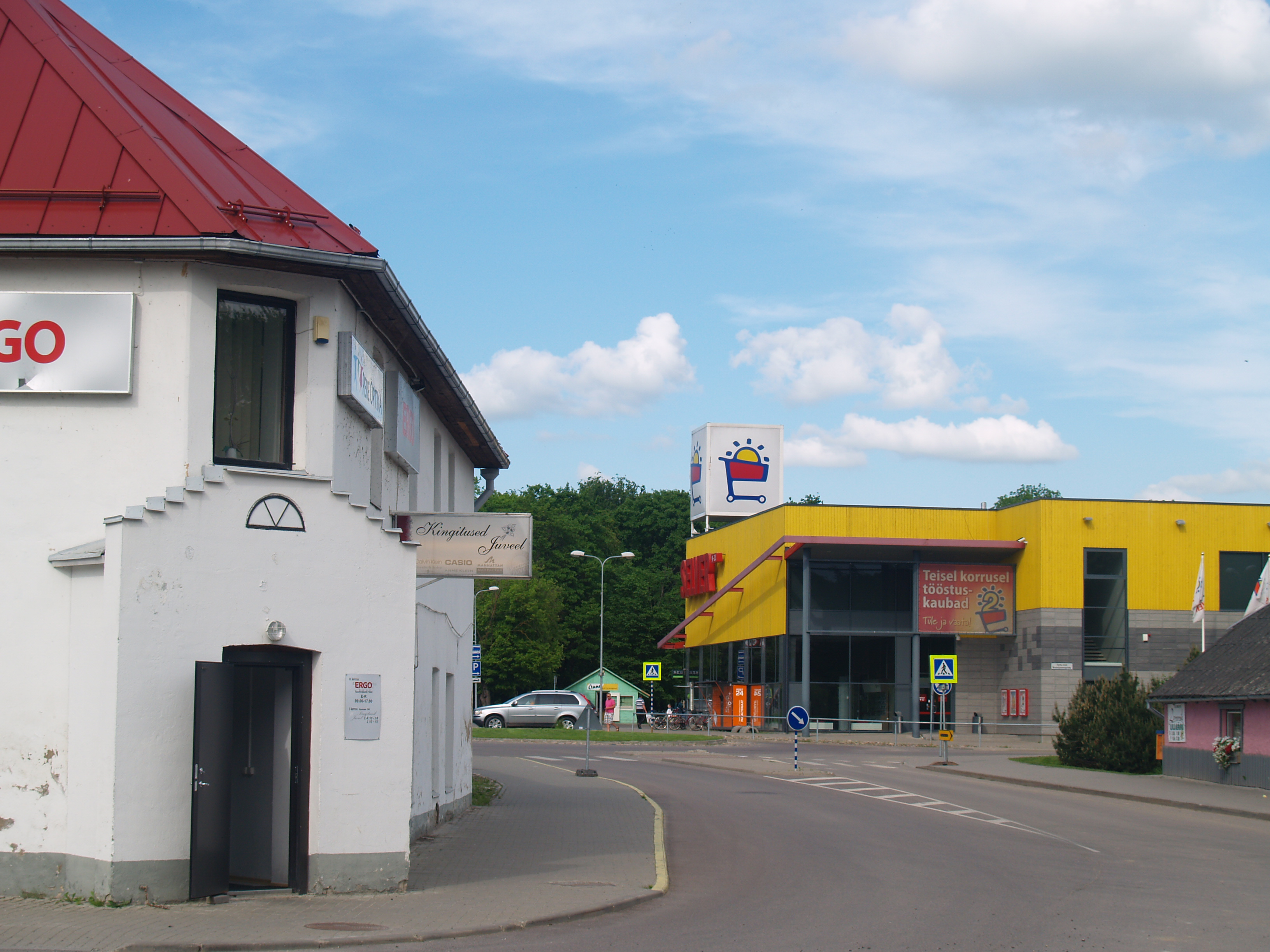
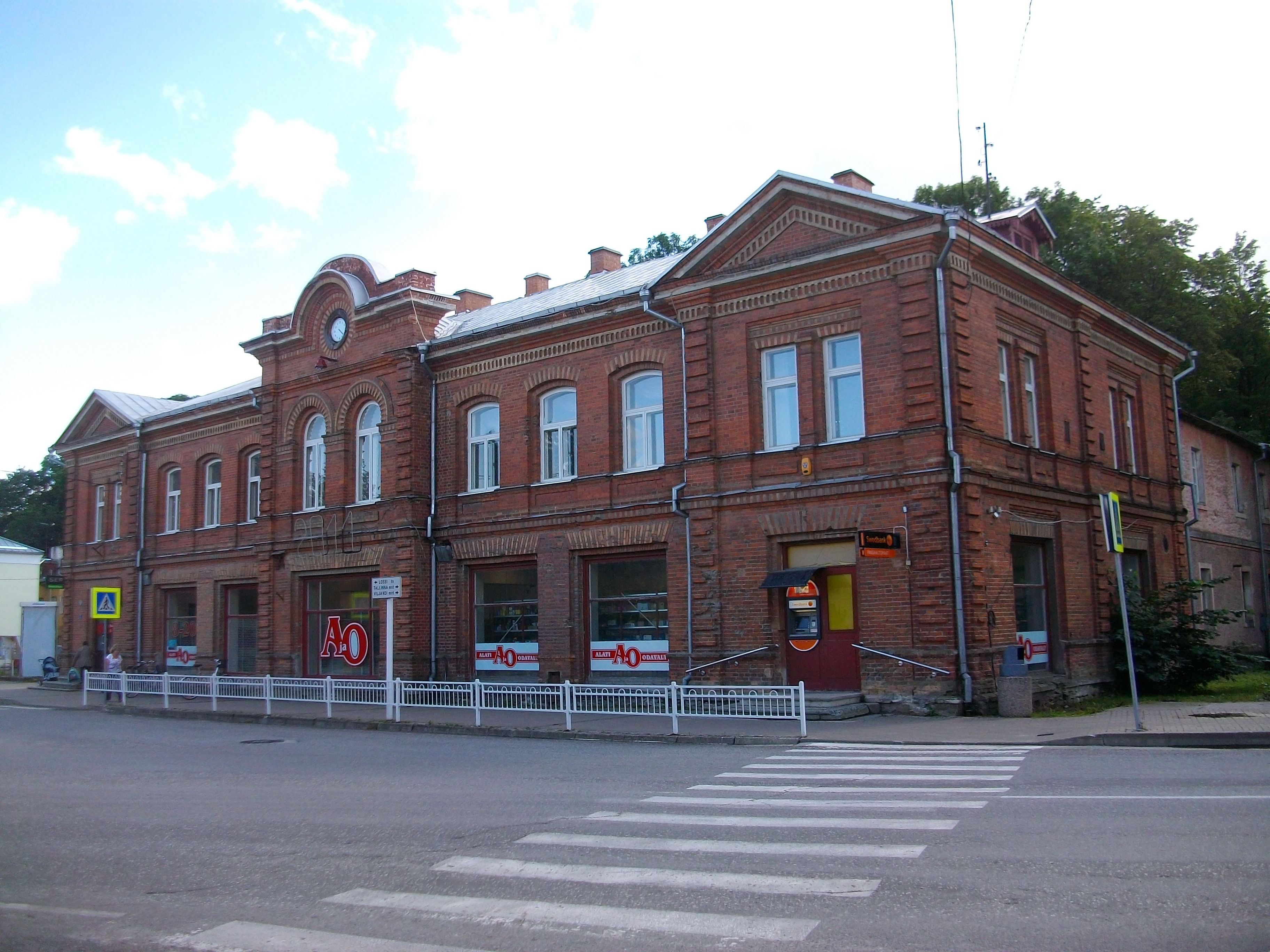
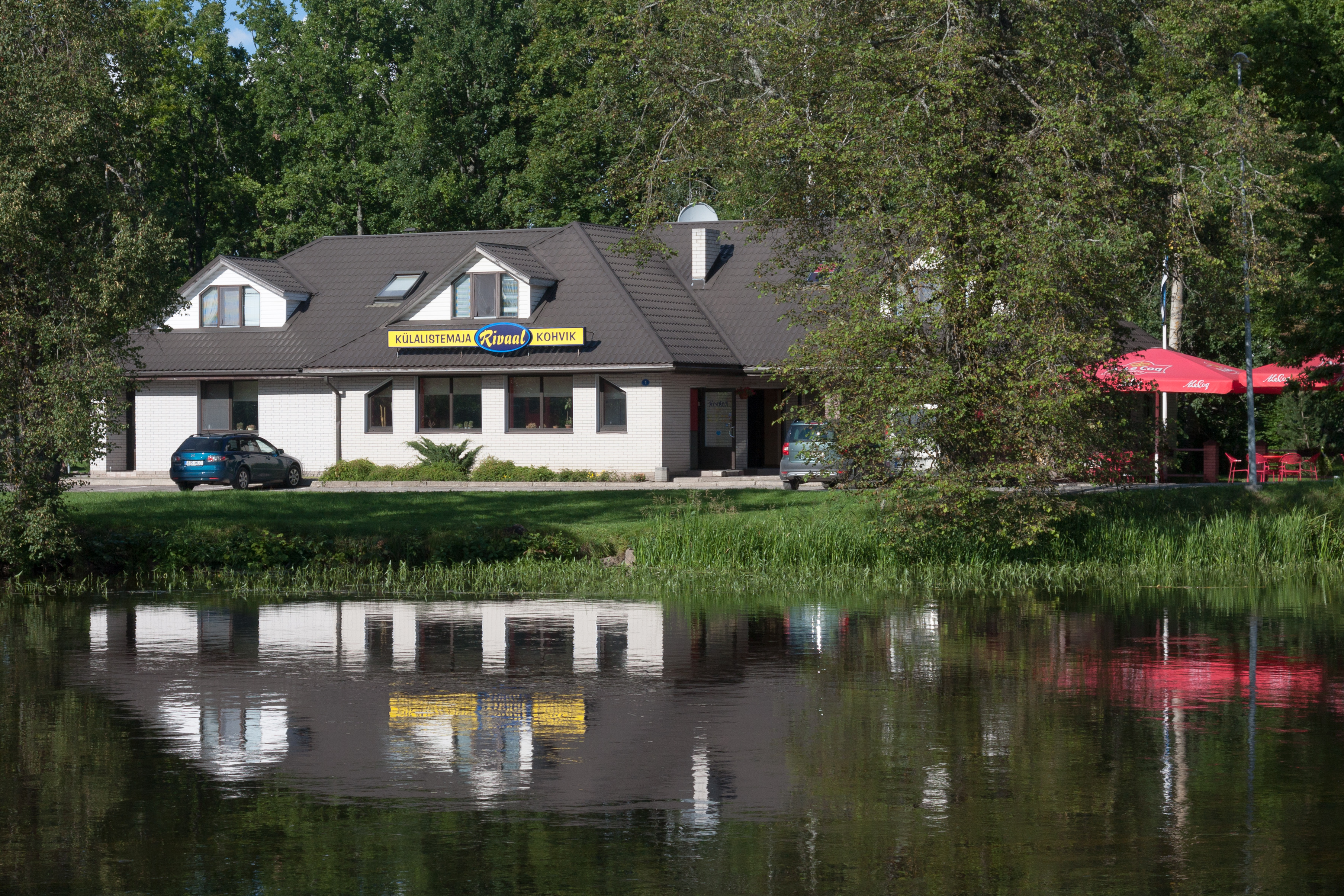
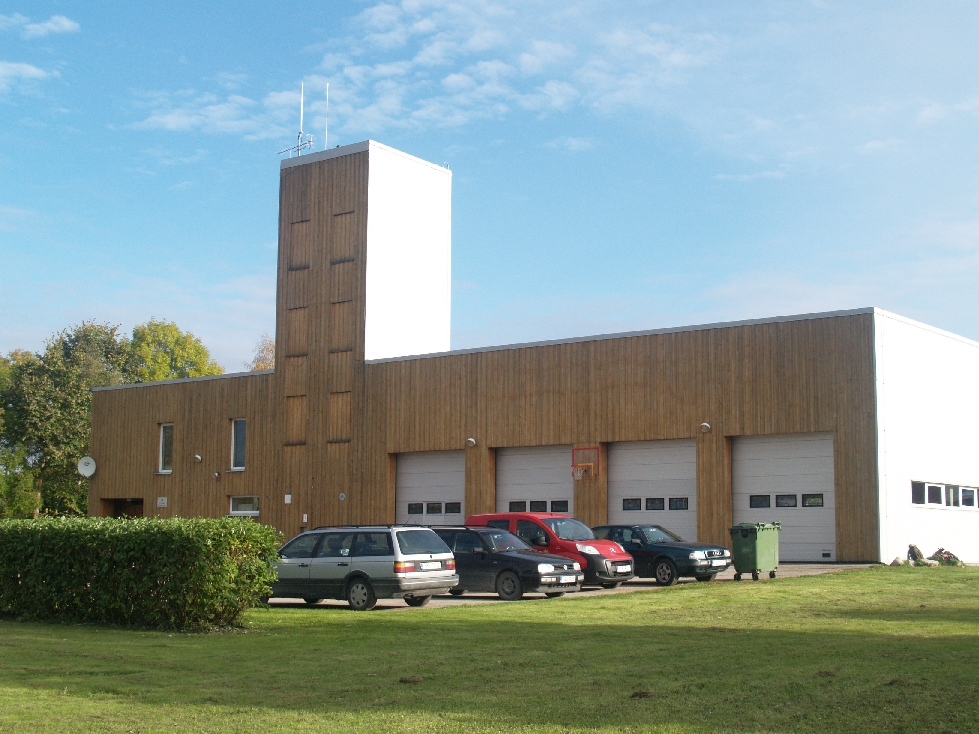
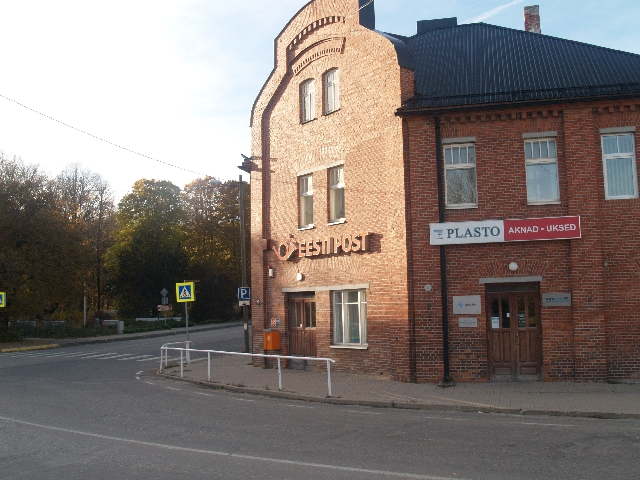
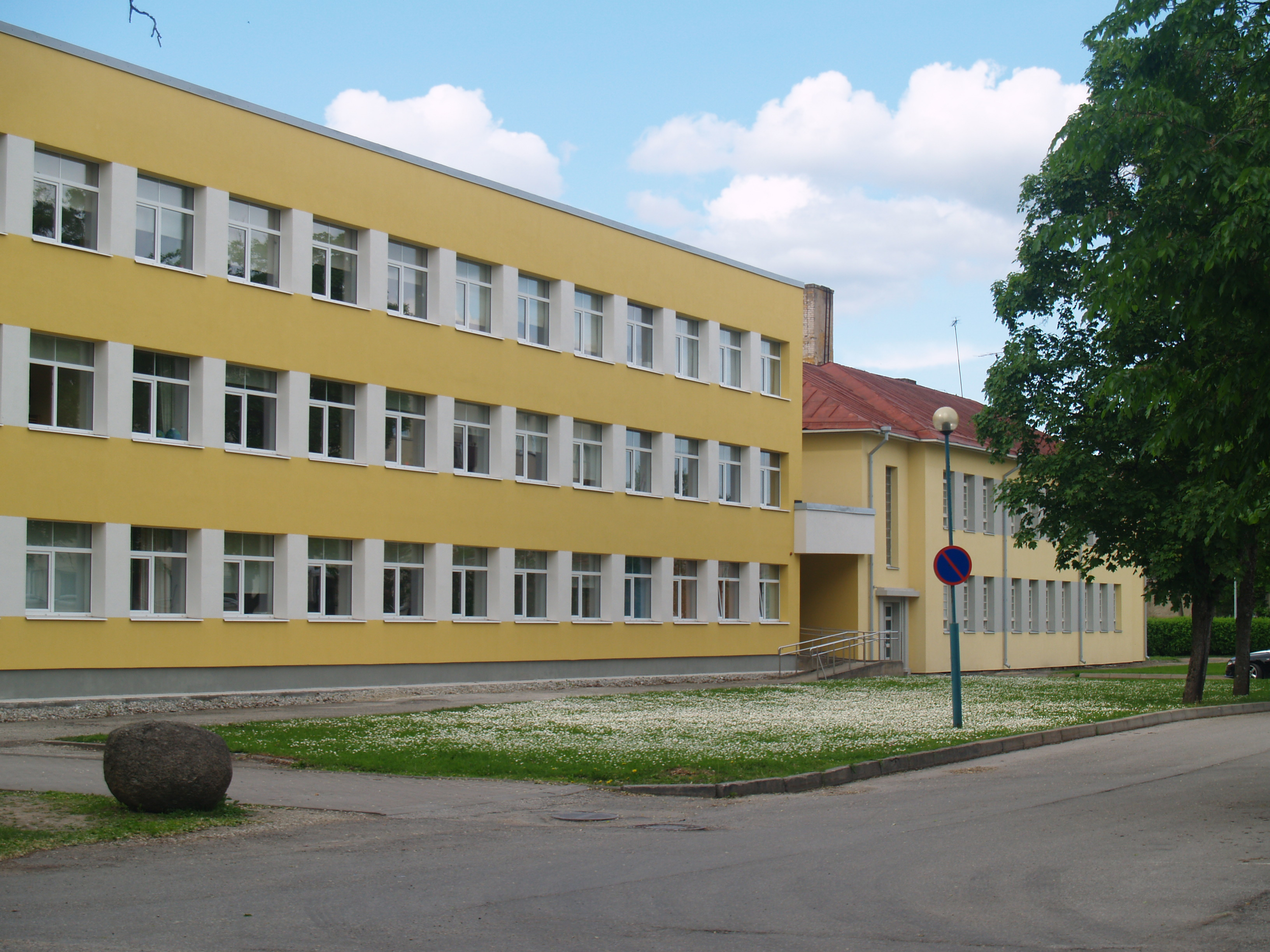